# غانم الميع
غانم علي فلاح علي حزام الميع العازمي، من مواليد 1958،هو نائب سابق في مجلس الأمة الكويتي.
شارك في انتخابات مجلس الأمة الكويتي 2003 في الدائرة الثالثة والعشرون، وحصل على المركز الأول برصيد 2832 صوت وفاز بالانتخابات ، وشارك في انتخابات مجلس الأمة الكويتي 2006 في الدائرة الثالثة والعشرون، وحصل على المركز الثاني برصيد 4624 صوت وفاز بالانتخابات. وحصل علي المركز الخامس 15202 صوت في انتخابات مجلس الأمة الكويتي 2009.

## الإيداعات المليونية
تم إتهام غانم الميع بشبهه غسيل أموال أو بما تُسمى الإيداعات المليونية، وتم إستدعاءه إلى النيابة العامة وقام بنفي التهمة مؤكد أن المبالغ التي أودعها في حسابه، جاءت نتيجة التجارة، وتم إخلاء سبيله مؤقتًا بـ5 الآف دينار.
وفي 15 فبراير 2017 قام النائب رياض العدساني بإظهار مُستندات تُدين النواب المُتهمين بقضية الإيداعات المليونية ومن بينهم غانم الميع.